# 阿赫恩湖
48°38′40″N 8°02′00″E / 48.644434°N 8.033378°E

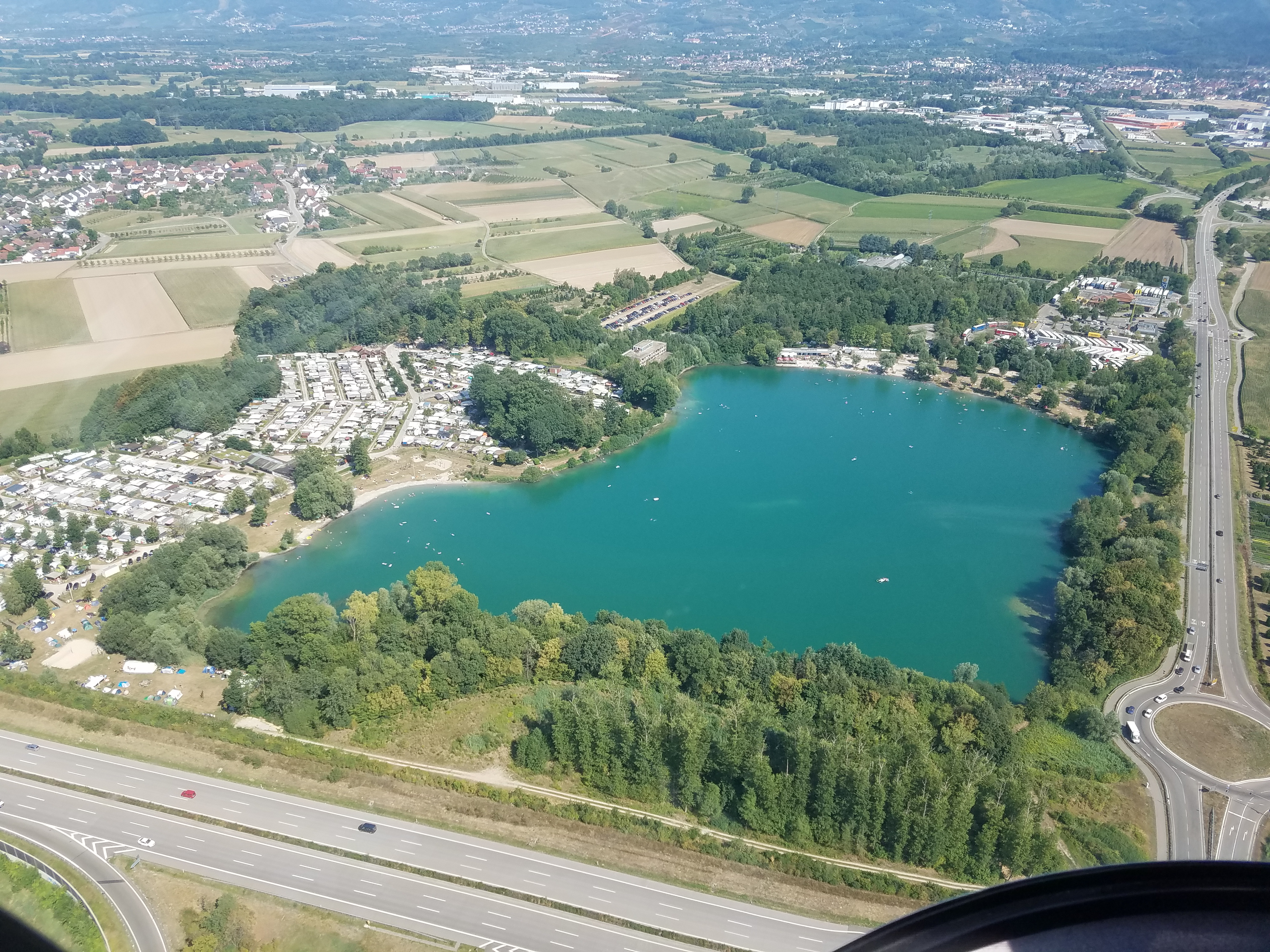

阿赫恩湖（德語：Achernsee），是德國的湖泊，位於該國西南部，由巴登-符騰堡州負責管轄，處於阿赫恩，長0.4公里、寬0.3公里，面積0.1平方公里，海拔高度133米，最大水深21米。